# Breitingen
Breitingen je malá obec, která je v zemském okrese Alba-Dunaj ve německé spolkové zemi Bádensko-Württembersko v Německu.
První písemná zmínka o obci Breitingen je z roku 1225.
Obec leží v nadmořské výšce 522 m n. m., v pohoří Švábska Jura, asi 15 km severně od města Ulm.
Breitingen sousedí na severu s obcí Holzkirch, na východě s obcí Bernstadt, na jihu s obcí Beimerstetten a na západě s obcí Westerstetten.